# Deinonych
Deinonych (Deinonychus – „straszny szpon”) – rodzaj niewielkiego teropoda występującego we wczesnej kredzie na terenach dzisiejszej Ameryki Północnej. Do tego rodzaju należy tylko jeden gatunek – D. antirrhopus. Deinonych osiągał ok. 3–4 m długości. Skamieniałości tego dinozaura zostały znalezione w stanach Montana, Wyoming i Oklahoma, choć przypisywane do niego zęby odkryto także w Marylandzie. John Ostrom badał deinonycha w 1960 r., w czasie renesansu dinozaurów. Podczas tych badań uznał deinonycha za czynnego i zręcznego zabójcę. Deinonych zmienił sposób patrzenia na dinozaury jako na „przerośnięte jaszczurki” i dał nowy, pełen dynamizmu obraz dinozaurów.

## Etymologia
Nazwa rodzajowa tego dinozaura składa się z greckich słów δεινος/deinos – straszny i ονυχος/nychus – szpon i oznacza „straszny szpon”. Wzięła się ona od ogromnego sierpowatego pazura znajdującego się na obu stopach tego dinozaura. Tymczasem nazwa gatunkowa, oznaczająca „przeciwwaga”, odnosi się do budowy ogona. Niektóre jego wypustki i podpórki były nadzwyczajnie wydłużone, co sprawiało, że był on sztywny i w czasie biegu stanowił przeciwwagę dla ciała.

## Budowa

porównanie rozmiarów deinonycha i człowieka

Największy znany okaz deinonycha ma 3,4 m długości, z czego 410 mm przypada na czaszkę, i wysokość w biodrach 0,87 m. Jego masa została oszacowana na 73 kg. Ostrom zrekonstruował częściowo uszkodzoną czaszkę deinonycha na podobieństwo czaszki allozaura. Budowa czaszki dawała deinonychowi świetne widzenie stereoskopowe. Czaszka deinonycha była masywniejsza niż spokrewnionego z nim welociraptora. Patrząc z boku można zauważyć, że cześć pyska welociraptora jest wklęśnięta. Ta cecha pozwala rozróżnić welociraptora od deinonycha. Zarówno szczęka górna jak i żuchwa posiadały duże otwory zmniejszająca wagę czaszki. U deinonycha okno między oczami a nozdrzami było szczególnie duże. Podobnie jak inne dromeozaurydy deinonych posiadał duże, trójpalczaste ręce i 13 cm sierpowaty pazur na obu stopach. Z pazurów dłoni deinonycha najdłuższy był pazur pierwszy. Szyja była wygięta w kształt litery „S”. U deinonycha podobnie jak u innych dromeozaurów występowała cała seria cech szkieletu łączących je z ptakami. Welociraptor miał widełki obojczykowe, powstałe ze zrośniętych obojczyków. U ptaków kość ta gromadzi energię elastyczną i ułatwia uderzanie skrzydłami w czasie lotu. U welociraptora kość ta posiada typowy kształt – rozchylonej litery „V”. Ponad połowę długości deinonycha stanowił długi, sztywny ogon. Służył on najprawdopodobniej do utrzymania równowagi w czasie biegu, a zwłaszcza ostrych zakrętów. Deinonych najprawdopodobniej miał pióra. Świadczy o tym nie tylko podobieństwo jego szkieletu do ptasiego, ale też odkrycie piór u innych dromeozaurów – sinornitozaura, welociraptora i mikroraptora.

## Odkrycie
Pierwsze skamieniałości deinonycha zostały znalezione w 1931 w południowej Montanie, koło miasta Bridger. Barnum Brown – przywódca zespołu, który znalazł skamieniałości, niepokoił się głównie o odkopanie i przetransportowanie szkieletów ornitopoda tenontozaura. Jednak Amerykańskie Muzeum Historii Naturalnej poinformował też o odkryciu niewielkiego teropoda. Swobodnie nazwał go „Daptosaurus”. Barnum Brown przywiózł też z tej formacji szczątki także innego małego teropoda, którego nazwał "Megadontosaurus". Dekadę później Ostrom przeglądając skamieniałości tego zwierzęcia, stwierdził, że zęby należą do deinonycha, tymczasem reszta szkieletu do nieznanego wcześniej dinozaura, którego opisał pod nazwą Microvenator. W sierpniu 1964 Ostrom przewodniczył wyprawie paleontologicznej. Znaleziono podczas niej ponad 1000 pojedynczych kości różnych deinonychów. Za holotyp został uznany okaz znany jako YPM 5205, złożony z kompletnej lewej stopy i części stopy prawej. Później Ostrom i Grant E. Meyer przeanalizowali szczątki teropoda, którego Brown nazwał Daptosaurus. Stwierdzili, że należą one do deinonycha i w 1969 w pracy opisującej deinonycha uznali je za szczątki deinonycha. Do tego czasu znaleziono dużo skamielin deinonycha, jednak były to pojedyncze kości, trudne do interpretacji. Inny okaz deinonycha został odkryty w Montanie przez wyprawę prowadzoną przez Farisha Jenkinsa. Składał się on z elementów kości udowej, kości łonowej, kości biodrowych, kości krzyżowej oraz fragmentów stopy i śródstopia. John Ostrom przypisał ten materiał do deinonycha i zauważył, że niektórymi cechami przypomina kości ptasie. Inny bardziej kompletny szkielet deinonycha został znaleziony w okolicy Yale. Później Grallet-Tinner i Makovicky znaleźli skorupki jaj, które uznali za należące do deinonycha. Od czasu formalnego opisu (w 1969) deinonych stał się jednym z najsławniejszych dinozaurów. Jego odkrycie dało podstawy do spekulacji, że dinozaury były stałocieplne. Kilka lat po odkryciu deinonycha John Ostrom zauważył jego podobieństwo do ptaków, wskutek czego wystawił teorię pochodzenia ptaków od dinozaurów. Obecnie teoria ta jest prawie powszechnie akceptowana. Odkrycie w 2007 struktur odpowiadającym wzgórkom u dzisiejszych ptaków, na których osadzone są lotki u welociraptora, wzmocniło teorię o występowaniu opierzenia u wszystkich dromeozaurów.

## Relacje z ptakami
Deinonych należy do dinozaurów najbliżej spokrewnionych z ptakami. Klad Deinonychosauria, do którego należy deinonych, jest taksonem siostrzanym dla Avialae – grupy obejmującej ptaki i skansoriopteryksy. To właśnie oględziny szkieletu deinonycha sprawiły, że Ostrom zaryzykował tezę o pochodzeniu ptaków od dinozaurów. Między deinonychem a ptakami istnieją podobieństwa w budowie szyi, kości łonowej, śródręcza, nadgarstków, ramion, obręczy barkowej, łopatek, obojczyka i mostka. Podobieństwa deinonycha do ptaków jest tak duże, że niektórzy uważają, że deinonych i w ogóle dromeozaurydy to wtórnie nielotne ptaki. W 2007 Turner, Makovicky i Norell oprócz odkrycia piór welociraptora, wystawili hipotezę mówiącą, że welociraptor i inne dromeozaury pochodzą od form latających.

## Środowisko
Deinonych zamieszkiwał tereny zalewowe, lasy, delty i laguny. W jego towarzystwie żyły nodozaury jak Sauropelta, ornitopody np. Zephyrosaurus i Tenontosaurus. Obok niego żył też duży teropod Acrocanthosaurus, zauropod Sauroposeidon i krokodyl Goniopholis.

## Klasyfikacja
Deinonych należy do nadrodziny Deinonychosauria, która swoją nazwę bierze od jego nazwy. Obecnie najczęściej zaliczany jest do podrodziny Velociraptorinae, która definiowana jest jako dinozaury, którym bliżej do welociraptora niż do innych dromeozaurów. Początkowo do niej został zaliczony tylko welociraptor. Później dodano do niej również rodzaje Deinonych i Sauronitholestes. Najnowsze badania zaliczają do tej podrodziny oprócz welociraptora: deinonycha, tsaagana i czasami zaurornitolesta. Niektórzy uważają dromeozaury za wtórnie nielotne ptaki. Dromeozaury wraz z troodontami tworzą klad Deinonychosauria, który filogenetycznie jest najbliższy ptakom.

## Zachowania stadne

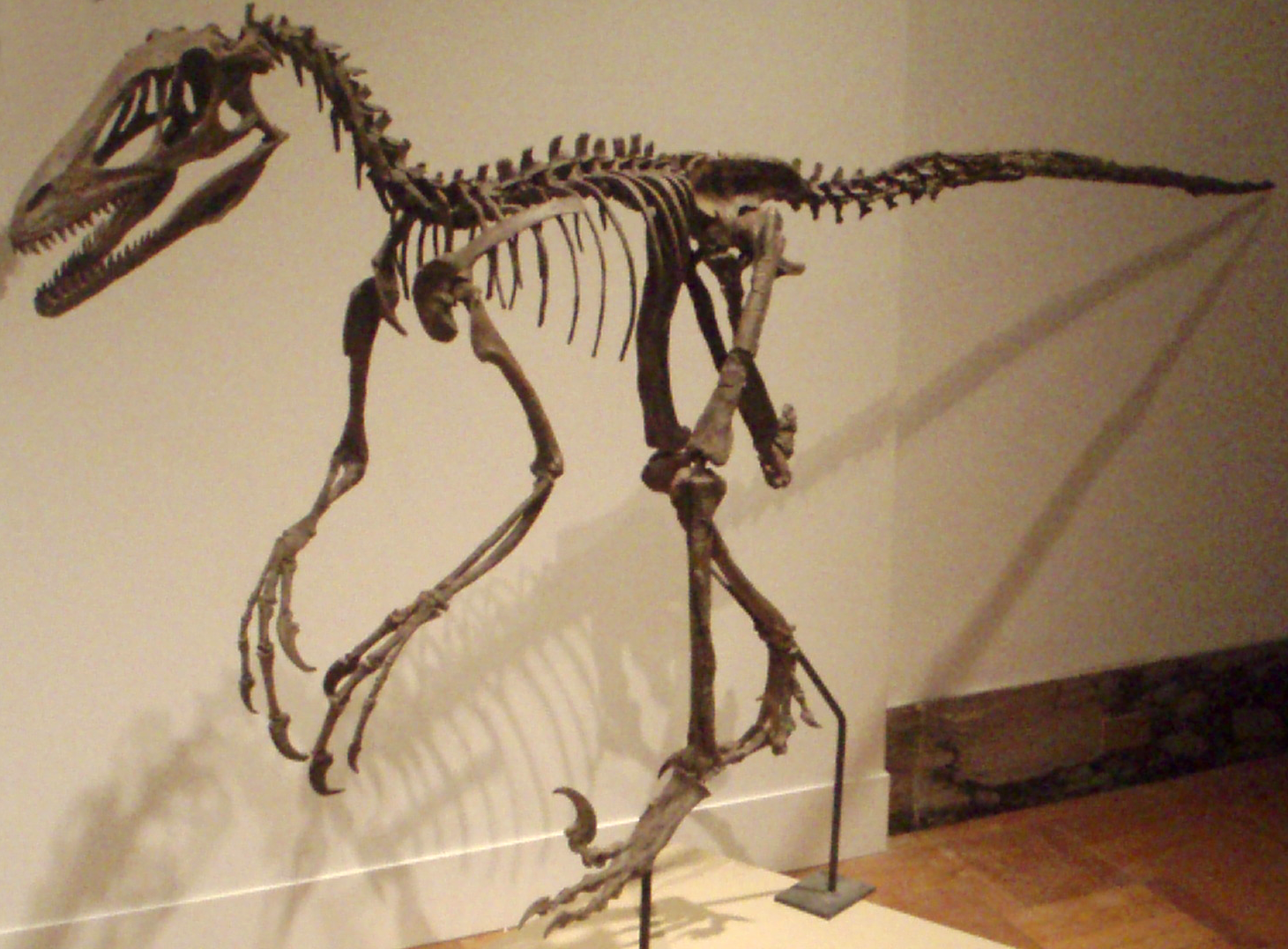
Szkielet deinonycha (Royal Ontario Museum, Toronto)

W formacji Cloverly znaleziono skamieniałości deinonychów, blisko skamieniałości ornitopodów tenontozaurów. Wokół szkieletów tenontozaura znajdowano najczęściej szczątki należące do kilku osobników. W tej formacji znaleziono również obok tenontozaura liczne zęby oraz szkielety czterech dorosłych osobników i jednego młodego. Wokół szkieletów tych ornitopodów, znajdowano również zęby deinonychów, a nawet pojedyncze szkielety tych teropodów. Ostrom i Maxwell użyli tych skamielin na dowód że deinonychy żyły i polowały w stadach. Jedna kość ramienna tenontozaura nosi ślady zębów deinonycha. Brinkman i inni (1988) stwierdzili, że pojedynczy ważący 70-100 kg deinonych z pewnością nie był w stanie zabić dorosłego, ważącego 1-4 t tenontozaura, jednak stadu deinonychów mogłoby się to udać. Roach i Brinkman w 2007 zanegowali stadny tryb życia, twierdząc, że badania odkrytych skamieniałości deinonycha wskazują raczej na tryb polowania i żerowanie zbliżony do waranów z Komodo, łącznie z występowaniem kanibalizmu. Współczesne archozaury – ptaki i krokodyle rzadko polują wspólnie. Najczęściej łączą się w grupy przy padlinie, a polują samemu. Nie oznacza to jednak, że w erze mezozoicznej nie mogło być inaczej.

## Funkcja pazura
Okaz uznany za holotyp deinonycha ma ostro zagięty pazur, podczas gdy okaz odkryty w 1976 miał pazur mniej krzywy i bardziej prosty. Ostrom zasugerował, że różnice w wielkości i kształcie pazura mogą być związane z dymorfizmem płciowym lub ze starzeniem się. Ostrom początkowo uznał, że deinonychy rzucały się na upatrzoną ofiarę ze szponami kończyn tylnych i wypruwały nimi jej narządy, zadając sporo ran. Jednak późniejsze badania wykazały, że pazur nie służył do cięcia, tylko do dźgania, co obaliło mit o metrowych ranach zadawanych przez deinonycha. Wynik ten potwierdziły też późniejsze badania z 2002 r. Deinonych w czasie biegu podnosił pazur, aby nie przeszkadzał w bieganiu. Według innej teorii deinonych, podobnie jak starsze dromeozaury (np. Microraptor), prowadził nadrzewny tryb życia, a pazury służyły nie do walki, lecz do wspinaczki.

## Ramiona
Ramiona deinonycha były długie i stanowiły ponad połowę długości nóg. Były zakończone trzema ostrymi pazurami. U osobników młodych były proporcjonalnie dłuższe niż u dorosłych. Ponieważ czaszki dromeozaurów (z wyjątkiem dromeozaura) nie były tak mocne jak u innych teropodów, wynika z tego, że podczas ataku używały one głównie kończyn przednich. Taką wizję ataku dromeozaurów (na przykładzie utahraptorów) przedstawił Robert Bakker w swojej książce Raptor Red. W książce tej samica i jej partner rzucają się na astrodona i zadają ciosy pazurami stopy oraz kończynami przednimi nie gryząc ofiary. Badania Kennetha Carpentera z 2002 r. wykazały, że ramiona deinonycha służyły najprawdopodobniej do chwytania ofiary. Dowodem za tym, że deinonych używał przednich kończyn do łapania zdobyczy, jest duży wyrostek kruczy.

## Szybkość

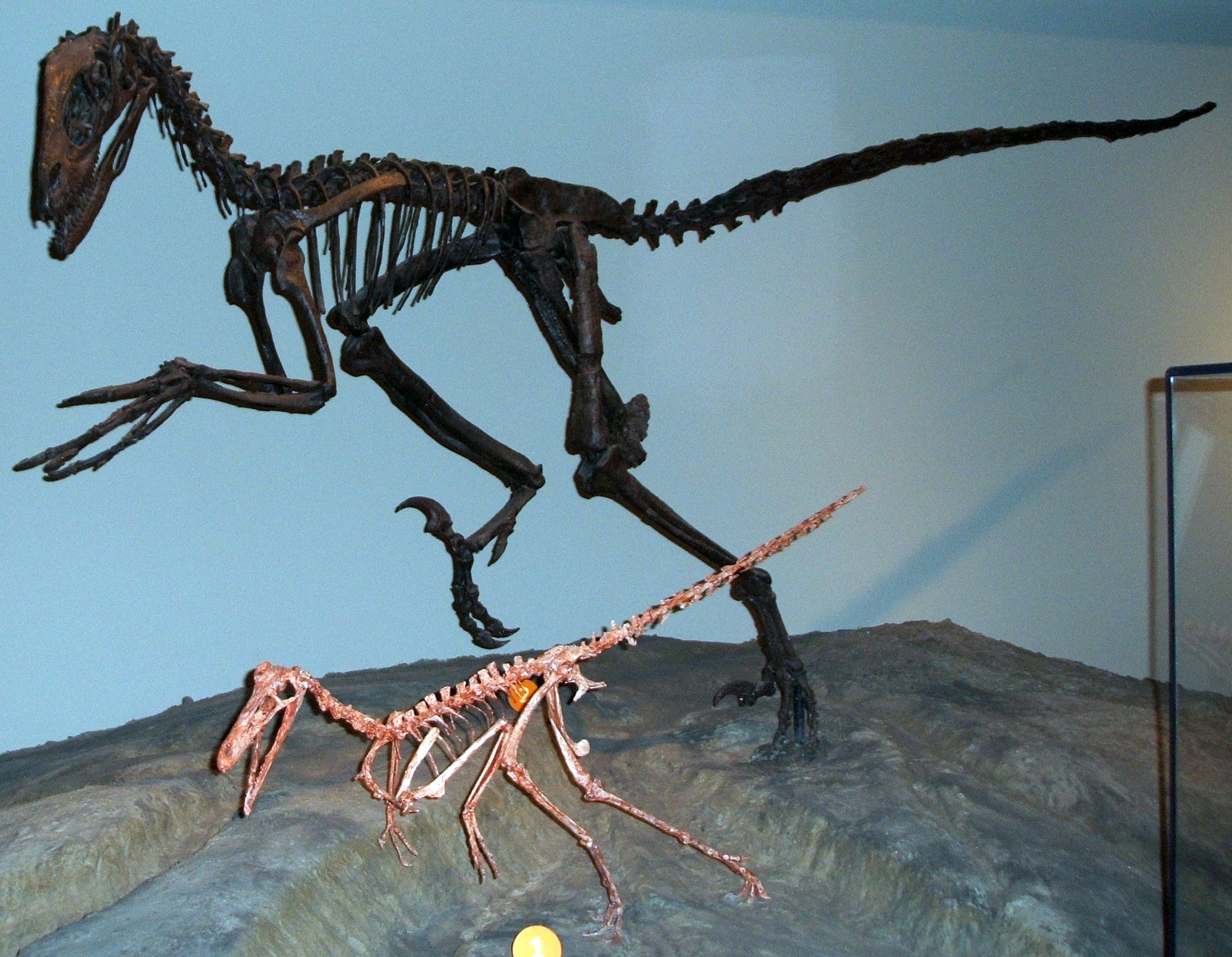
Szkielety deinonycha (dalszy plan) i buitreraptora (pierwszy plan) w Muzeum Historii Naturalnej w Chicago

Deinonych jest tradycyjnie przedstawiany jako bardzo szybkie zwierzę. Przeświadczenie to bierze się stąd, że początkowo nie znaleziono jego kości udowej i niezbyt dokładnie oszacowano jego prędkość biegu. John Ostrom ustalił, że stosunek długości kości udowej do piszczelowej nie jest tak ważny przy ustaleniu prędkości biegu, jak stosunek stopy do kości piszczelowej. U strusia wynosi on 85, u strutiomima 88, a u deinonycha tylko 48. Wynika z tego, że deinonych nie był tak szybki jak ornitomimozaury, a na pewno był wolniejszy od strusia. Niski stosunek wielkości stopy do wielkości kości piszczelowej jest u deinonycha częściowo skutkiem funkcji sierpowatego pazura (jak zasugerował Ostrom). Uznał on wszystkie te cechy – krótki palec u nogi z powiększonym pazurem, krótkie śródstopie itd. jako przystosowania do zadawania ciosów powiększonym pazurem kończyny tylnej. Ostrom uznał, że budowa nogi deinonycha jest złotym środkiem między szybkością a ilością zadawanych obrażeń. Uznał on również, że u deinonycha inne mięśnie mogły służyć do poruszania się, a inne do polowania. W 1981 Richard Kool znalazł ślady kroczącego deinonycha, na podstawie których oszacował, że zwierzę w trakcie ich pozostawienia poruszało się z prędkością 10,1 km/h. Nieznana jest natomiast prędkość, z jaką deinonych mógł biec.

## Mózg
Deinonych jest często przedstawiany jako bardzo inteligentny dinozaur, zdolny do skomplikowanych działań i koordynacji ataków. Badania puszki mózgowej dromeozaurów wykazały, że stosunek masy ich mózgu od masy ciała jest podobny do tego występującego u wielu współczesnych ptaków biegających (Robert T. Bakker, Raptor Red). Najwyższe EQ z tej grupy miał Bambiraptor (12,5–13,8), jednak pomiar wykonano u osobnika młodocianego (wraz ze wzrostem zwierzęcia EQ spadało). Dromeozaury i troodonty to jedne z najinteligentniejszych nieptasich dinozaurów.

## Jaja
W 2000 uznano pewne jajo za należące do deinonycha. Znaleziono je w pobliżu kości dorosłego deinonycha, którego wiek Gregory Erickson ustalił na 13-14 lat. Według jednych deinonych ten wysiadywał swoje jaja, a według innych (Grallet-Tinner i Makovicky, 2006) żywił się nimi. Dowodem na drugą hipotezę jest to, że skorupki jaja znaleziono w okolicach żołądka deinonycha. Jeśli jednak je wysiadywał, świadczy to, że jego metabolizm przypominał ptasi. Według innej teorii jajo to znajdowało się w jajowodzie deinonycha, który nie zdążył go złożyć. Struktura jaj deinonycha różni się od jaj ornitopodów i zauropodów, a przypomina jaja innych maniraptorów – owiraptorozaurów i troodona. Co ciekawe, jaja deinonycha bardziej przypominają jaja owiraptorozaurów niż troodona, mimo że według obecnej wiedzy o dinozaurach troodon i deinonych są ze sobą bliżej spokrewnione niż deinonych i owiraptorozaury.